# Oncidium leucochilum
Oncidium leucochilum là một loài phong lan có ở đông nam México tới Honduras.

## Hình ảnh

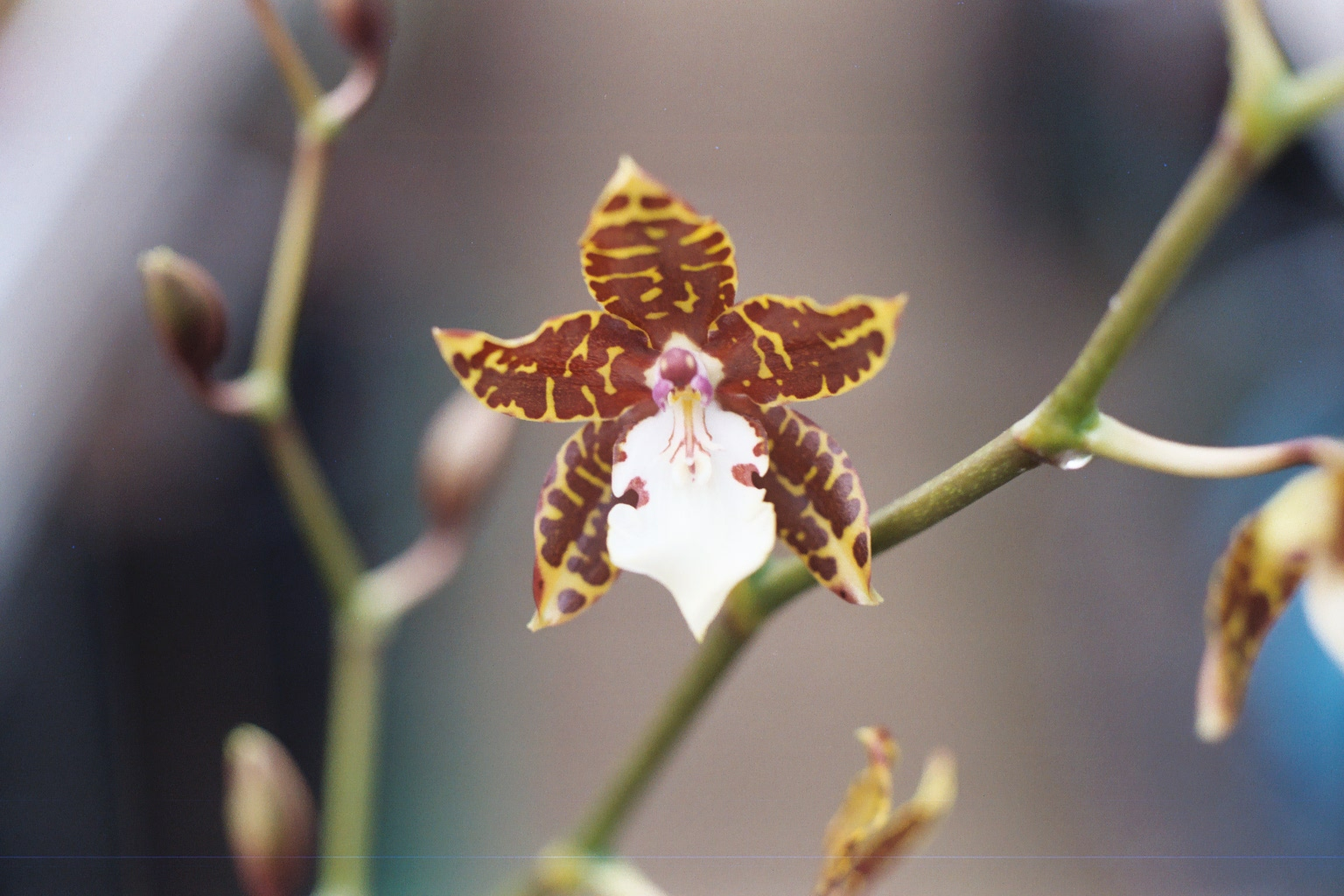